# Villers-devant-le-Thour
Villers-devant-le-Thour település Franciaországban, Ardennes megyében. Lakosainak száma 417 fő (2022. január 1.). Villers-devant-le-Thour Lor, La Malmaison, Proviseux-et-Plesnoy, Asfeld, Avaux, Saint-Germainmont és Le Thour községekkel határos.

## Népesség
A település népessége az elmúlt években az alábbi módon változott:
| Lakosok száma | 369  | 351  | 325  | 303  | 408  | 415  | 419  | 418  | 418  | 417  |
|               | 1968 | 1982 | 1990 | 2006 | 2013 | 2015 | 2017 | 2019 | 2020 | 2022 |